# Dolutegravir/lamivudina/tenofovir
Dolutegravir/lamivudina/tenofovir (DTG/3TC/TDF) es un medicamento combinado de dosis fija que se utiliza para tratar El VIH/sida. Se trata de un tipo de terapia antirretroviral donde se combinana dolutegravir, lamivudina y tenofovir disoproxil. En 2019, la Organización Mundial de la Salud (OMS) lo incluyó en la lista de tratamientos de primera línea para adultos, con tenofovir/lamivudina/efavirenz como alternativa. Se toma por vía oral.
Figura en la Lista de Medicamentos Esenciales de la Organización Mundial de la Salud. En algunos países está disponible como medicamento genérico. Desde 2019 la Administración Nacional de Medicamentos, Alimentos y Tecnología Médica (ANMAT) de Argentina aprobó la combinación Dolutegravir/tenofovir/emtricitabina en un solo comprimido. La ANMAT aprobó luego en 2022 la distribución de dolutegravir/lamivudina con tenofovir en el comprimido diario con el nombre comercial Trizevuvir, ampliando su distribución a otros países de América Latina en el futuro.

## Usos médicos
A partir de 2019, la Organización Mundial de la Salud (OMS) incluye al dolutegravir como tratamiento de primera línea para adultos con VIH/SIDA, con la combinación efavirenz/lamivudina/tenofovir como opción alternativa. Se puede utilizar en personas con VIH y concomitante tuberculosis, sin embargo, si la persona está tomando rifampicina como parte de su tratamiento de la tuberculosis, se necesita emplear una dosis mayor de dolutegravir. Dolutegravir también se combina con la abacavir/lamivudina. El uso de dolutegravir en sustitucion de efavirenz se debe a su mayor barrera genética, el menor número de efectos adversos y superioridad terapéutica.

## Efectos adversos
Los efectos secundarios pueden incluir dificultad para dormir, aumento de peso y erupciones cutáneas. Aunque existe la preocupación de que su uso durante el embarazo provoque un aumento del 0,2% del riesgo de defectos del tubo neural en el bebé, esto no descarta su uso.  Su uso sigue estando recomendado durante el embarazo, así como la combinación abacavir/lamivudina y dolutegravir. Su uso no está recomendado en personas con problemas renales. No debe utilizarse con dofetilida. La personalizatión de la terapia antirretroviral a cada individuo facilita minimizar los efectos colaterales de estos medicamentos. Existe una association entre la presencia de diabetes tipo 2 y nefrotoxicidad en pacientes tomando esta combinación antirretroviral.

## Cultural y sociedad
Es un esquema de tratamiento del VIH menos costoso que las alternativas con tres medicamentos. En los países en vías de desarrollo cuesta unos 75 dólares al año Está aprobado provisionalmente en los Estados Unidos a partir de 2019, la aprobación completa está pendiente de que expiren las patentes estadounidenses de dolutegravir (Tivicay) y tenofovir disoproxil (Viread). En Estados Unidos, un tratamiento cuesta aproximadamente 27.600 dólares a partir de 2019. En el Reino Unido, esta cantidad le cuesta al NHS aproximadamente 26.000 £ a partir de 2018.